# Evangelische kerk (Košice)
De Evangelische kerk in de Slowaakse stad Košice is een protestantse kerk in neoclassicistische stijl. Ze bevindt zich aan de Mlynská-straat 23, in het oude stadscentrum (Staré Mesto). Er zijn zondagsmissen in het Slowaaks en in het Hongaars.

## Geschiedenis
Het gebouw werd in 1816 opgetrokken ten behoeve van de Duitse en Slowaakse protestanten, naar de plannen van György Kitzling, een Weense hofarchitect. De financiering gebeurde bij middel van giften der gelovigen. Tijdens de bouw groeide de groep schenkers aan: ze kregen gezelschap van Hongaarse protestanten die op hun beurt de klokken betaalden.

## Gebouw

### Architectuur
De kerk heeft een ovale vorm.
Een parochielokaal en een gemeenschapswoning, die oorspronkelijk een evangelische school waren, maken deel uit van het gebouw. Aan de straatkant, boven de ingang, is een versiering aangebracht middels een Latijnse tekst : SOLI DEO GLORIA (Vertaling: Alleen eer voor God).

### Interieur
Opvallend is de grote koepel met een schildering die de illusie wekt van cassettes met rozetten, en verlicht is bij middel van weelderige lantaarns.
Merkwaardig is het hoofdaltaar dat tussen zuilen staat, waarop sculpturen een plaats hebben. Boven dit altaar ziet men een groot schilderij dat het werk is van Jozef Czauczik en Ján Muller.
Een kruis uit 1735, afkomstig van een voormalig houten kerkje (voorloper van de huidige kerk), werd verplaatst naar het interieur van het actuele gebouw. Het orgel is ongeveer 300 jaar oud.

## Galerij
|  |  |